# ЗТА (зупинний пункт)
ЗТА — пасажирський залізничний зупинний пункт Шевченківської дирекції Одеської залізниці.
Розташований поблизу колишнього Заводу телеграфної апаратури (ЗТА), звідки і назва, у центрі Соснівського району Черкас Черкаської області на лінії Імені Тараса Шевченка — Золотоноша I між станціями Черкаси (2 км) та Благодатне (17 км).
На платформі зупиняються приміські поїзди.